# Водно (планина)
Вижте пояснителната страница за други значения на Водно.
Водно е планина, разположена в южната част на Скопската котловина. Водно има значимо географско разположение, защото в нейна близост се намират важни пътища, жп линии и град Скопие. Най-високият връх е Кръстовар – 1066 м.

## Климат
Средната температура е 23 Со. Най-ниската измерена температура през месец януари 2005 г. е минус 15 Со, а най-високата, измерена през юли 2005 г., е 43 Со.

## Хидрография
Водно има разнообразна хидрографска мрежа: потоци, подземни води, водопади, извори. В планината има много потоци, които овчарите използват за напояване на стадата и поливане. Водата е бактериологически и химически годна за пиене, за което има издаден лиценз. Във Водно има и един мини водопад до селото Долна Соня, който е висок около 15 метра и е по-активен напролет, когато се топи снежната покривка.

## Растителен свят
От флората на планината Водно може да се срещнат вечнозелени и широколистни растения. Най-разпространен от широколистните е дивият кестен, както и брезата, липата, дъбът, габърът.
От иглолистните растения, които преобладават, най-разпространен е борът, смърчът и други.

## Животински свят
Представители на животинското царство:
- Дребни животни: Яребица, Заек, Лисица, Змия, птици, насекоми
- Едри животни: Дива свиня, Сърна, Елен, Вълк

## Туризъм във Водно
Водно активно се посещава от туристи. В планината са изградени хотели и ресторанти. Все още няма стратегия за развитие на туризма в района.
В планината могат да се посетят:
- църквите
  - „Св. Спас“ в Долна Соня
  - „Св. Спас“ в Сопище
  - „Св. Мина“ в Сопище
  - „Св. Никола“ в Горна Соня
  - „Св. Пантелеймон“ в Долно Нерези
  - „Св. Йоан Кръстител“ в Капищец
  - „Пресвета Богородица“ в Средно Водно

- манастирите
  - „Св. Трифон“, на 5 км от Водно

- паметниците
  - Кръст на хилядолетието
  - Голям Камен
  - Военни пещери от 1940
  - Разрушени къщи от 1944
  - Военни обекти от 1950

Църквите са обявени за културно-историческо наследство. По-старите храмове са посещавани от чуждестранните туристи. Манастирите са паметници на културата, обикновено с хотели около тях. Във Водно има дискотека с капацитет от 2000 посетители, 8 ресторанта и хотели.